# سيواز
سيواز هي بلدة في مقاطعة كتاب في ولاية قشقداريا في أوزبكستان.